# Carnaby Street

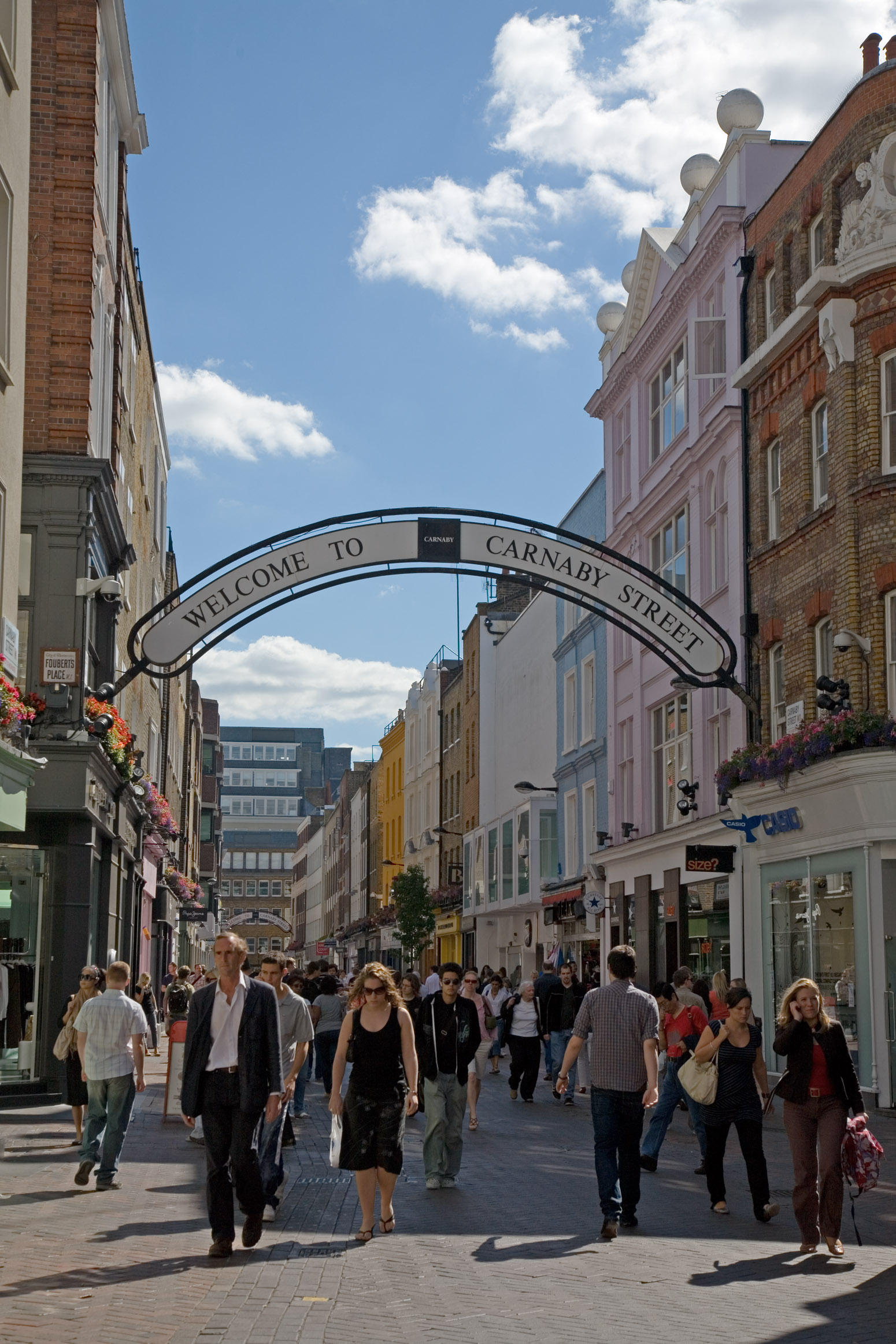
Carnaby Street

Carnaby Street is een winkelstraat in het stadsdeel Soho, dat deel uitmaakt van de Londense City of Westminster. De straat ligt vlak bij de grote winkelstraten Oxford Street en Regent Street.
Carnaby Street verwierf in de jaren 60 wereldwijde bekendheid als een 'hippe' winkelstraat, waar zich vooral muziekwinkels en kledingboetieks bevonden. De modeontwerpster Mary Quant was hier ook gevestigd. De straat had een grote aantrekkingskracht op met name jongeren in de zogeheten Swinging Sixties.
Tegenwoordig heeft de straat zijn uitstraling grotendeels verloren. De daar gevestigde bedrijven zijn nu grotendeels filialen van winkelketens en restaurants. Niettemin is het nog altijd een bekende winkelstraat, die vooral bezocht wordt door jongeren en toeristen. Het is een voetgangersgebied.
Het dichtstbijgelegen station van de Underground is het station Oxford Circus.

## Geschiedenis
De naam van de straat is ontleend aan Karnaby House, een groot gebouw uit 1683. Onbekend is waarom het huis die naam droeg. De straat werd waarschijnlijk aangelegd in 1685 of 1686 en wordt voor het eerst in geschriften vermeld in 1687. Tegen 1690 bestond de straat bijna volledig uit kleine woonhuizen.